# Каменское (Тульская область)
Каменское — село в Каменском районе Тульской области России.
В рамках административно-территориального устройства является центром Каменского сельского округа Каменского района, в рамках организации местного самоуправления включается в Яблоневское сельское поселение.

## География
Расположено на реке Галичка, в 11 км к юго-востоку от райцентра, села Архангельское, и в 114 км к югу от областного центра, г. Тулы. 

## Население
| 2002 | 2010 |
| ---- | ---- |
| 589  | ↘451 |